# Otto Petersson
Per Otto Petersson (i riksdagen kallad Petersson i Lindekullen), född 6 december 1820 i Allhelgona socken, Östergötlands län, död 26 november 1870 i Väderstads socken, var en svensk lantbrukare och riksdagspolitiker.
Petersson var lantbrukare i Lindekullen i Östergötland. Han var som riksdagspolitiker ledamot av riksdagens andra kammare 1870, invald i Lysings och Göstrings domsagas valkrets.